# Laat me
Laat me is een lied van de Nederlandse zanger Ramses Shaffy,  afkomstig van zijn album Dag en nacht uit 1978. In september dat jaar werd het nummer op single uitgebracht.

## Inhoud
"Laat Me" is een cover van het Franstalige nummer Ma dernière volonté (1977) van Serge Reggiani (Franse tekst van Sylvain Lebel en muziek van Alice Dona) met een Nederlandse tekst van Herman Pieter de Boer. De Boer gaf aan zijn op het lijf van Shaffy geschreven lied een wezenlijk andere inhoud dan de Franse. Waar Reggiani zingt over iemand die op zijn sterfbed ligt, in radeloze angst om te sterven, zingt Shaffy over zichzelf als    iemand die midden in het leven staat, vol levensvreugde en zonder doodsangst. De Franse tekst is een schreeuw om te blijven 'leven', als 'laatste wens'. De Nederlandse is een krachtige, hartstochtelijke zielenkreet van de zanger aan de omgeving om hem te 'laten blijven wie ik ben'.  
Shaffy veranderde in 1993 wel een aantal regels van het laatste couplet. In plaats van: "Ik zal ooit wel een keertje sterven", zingt hij "heus wel". In plaats van "en verder zoek je het maar uit" zingt hij "en zoek jij er maar eentje uit". In plaats van "jouw zwarte schaap, jouw trouwe fan", zingt hij "trouwe geit". De laatste regel "Ik heb het altijd zo gedaan" werd nu "Ik heb het nog nooit zo gedaan."

## Hitnoteringen en covers
De plaat werd in Nederland veel ten gehore gebracht op Hilversum 3 en werd een radiohit in de drie landelijke hitlijsten van destijds op de nationale publieke popzender. De plaat bereikte in het najaar van 1978 de 18e positie in de Nederlandse Top 40 en stond 15 weken in die lijst. In de Nationale Hitparade werd de 9e positie bereikt en stond hij in totaal 13 weken genoteerd. In de TROS Top 50 werd de 37e positie behaald en stond hij 3 weken genoteerd. In de Europese hitlijst op Hilversum 3, de TROS Europarade, werd géén notering behaald.
In België werd géén notering behaald in beide Vlaamse hitlijsten noch in de Waalse hitlijst.
Begin september 2005 verscheen een nieuwe versie met als titel Laat me / Vivre. Deze was op 18 mei 2005 opgenomen en ditmaal gedeeltelijk in het Frans, waarbij de zang van Shaffy werd aangevuld door Liesbeth List en de Amsterdamse band Alderliefste.
Op 25 september dat jaar kwam de single op 39 binnen in de publieke hitlijst; de Mega Top 50 op NPO 3FM, een week later op 25 in de Nederlandse Top 40 op Radio 538.
Op zaterdagavond 22 oktober 2005 werd het lied live op televisie uitgevoerd in het amusementsprogramma van Paul de Leeuw, en de presentator vroeg of Shaffy, List en Alderliefste het nummer opnieuw, na het seizoen ervoor, ten gehore wilden brengen in zijn nieuwjaarsuitzending, wat ook gebeurde.
In december 2009, na het overlijden van Shaffy, is de versie met Alderliefste opnieuw uitgebracht, nu als cd-single. Deze keer bereikte de single de 18e positie in de Nederlandse Top 40 op Radio 538 en de 8e positie in de Mega Top 50 op NPO 3FM.
Op 29 oktober 2020 werd het lied gecoverd door Sanne Hans en Stef Bos in het programma Beste Zangers, waarna het binnen een dag op nummer 3 in de downloadlijst van iTunes terechtkwam. Deze versie reikte tot de 36e positie van de Single Top 100.

### Nederlandse Top 40
| "Laat me" in de Nederlandse Top 40 - binnen: 14-10-1978 | "Laat me" in de Nederlandse Top 40 - binnen: 14-10-1978 | "Laat me" in de Nederlandse Top 40 - binnen: 14-10-1978 | "Laat me" in de Nederlandse Top 40 - binnen: 14-10-1978 | "Laat me" in de Nederlandse Top 40 - binnen: 14-10-1978 | "Laat me" in de Nederlandse Top 40 - binnen: 14-10-1978 | "Laat me" in de Nederlandse Top 40 - binnen: 14-10-1978 | "Laat me" in de Nederlandse Top 40 - binnen: 14-10-1978 | binnen: 12-12-2009 | binnen: 12-12-2009 | binnen: 12-12-2009 | binnen: 12-12-2009 | binnen: 12-12-2009 |
| Week                                                    | 1                                                       | 2                                                       | 3                                                       | 4                                                       | 5                                                       | 6                                                       |                                                         | 7                  | 8                  | 9                  | 10                 |                    |
| ------------------------------------------------------- | ------------------------------------------------------- | ------------------------------------------------------- | ------------------------------------------------------- | ------------------------------------------------------- | ------------------------------------------------------- | ------------------------------------------------------- | ------------------------------------------------------- | ------------------ | ------------------ | ------------------ | ------------------ | ------------------ |
| Nummer                                                  | 37                                                      | 27                                                      | 25                                                      | 31                                                      | 36                                                      | 38                                                      | uit                                                     | 27                 | 18                 | 28                 | 39                 | uit                |

| "Laat me / Vivre" in de Nederlandse Top 40 - binnen: 08-10-2005 | "Laat me / Vivre" in de Nederlandse Top 40 - binnen: 08-10-2005 | "Laat me / Vivre" in de Nederlandse Top 40 - binnen: 08-10-2005 | "Laat me / Vivre" in de Nederlandse Top 40 - binnen: 08-10-2005 | "Laat me / Vivre" in de Nederlandse Top 40 - binnen: 08-10-2005 | "Laat me / Vivre" in de Nederlandse Top 40 - binnen: 08-10-2005 | "Laat me / Vivre" in de Nederlandse Top 40 - binnen: 08-10-2005 |
| Week                                                            | 1                                                               | 2                                                               | 3                                                               | 4                                                               | 5                                                               |                                                                 |
| --------------------------------------------------------------- | --------------------------------------------------------------- | --------------------------------------------------------------- | --------------------------------------------------------------- | --------------------------------------------------------------- | --------------------------------------------------------------- | --------------------------------------------------------------- |
| Nummer                                                          | 25                                                              | 26                                                              | 37                                                              | 38                                                              | 39                                                              | uit                                                             |

### Evergreen Top 1000
| Evergreen Top 1000 "Laat Me" | Evergreen Top 1000 "Laat Me" | Evergreen Top 1000 "Laat Me" | Evergreen Top 1000 "Laat Me" | Evergreen Top 1000 "Laat Me" | Evergreen Top 1000 "Laat Me" | Evergreen Top 1000 "Laat Me" | Evergreen Top 1000 "Laat Me" | Evergreen Top 1000 "Laat Me" | Evergreen Top 1000 "Laat Me" | Evergreen Top 1000 "Laat Me" | Evergreen Top 1000 "Laat Me" | Evergreen Top 1000 "Laat Me" | Evergreen Top 1000 "Laat Me" | Evergreen Top 1000 "Laat Me" | Evergreen Top 1000 "Laat Me" | Evergreen Top 1000 "Laat Me" |
| Jaar                         | 2008                         | 2009                         | 2010                         | 2011                         | 2012                         | 2013                         | 2014                         | 2015                         | 2016                         | 2017                         | 2018                         | 2019                         | 2020                         | 2021                         | 2022                         | 2023                         |
| ---------------------------- | ---------------------------- | ---------------------------- | ---------------------------- | ---------------------------- | ---------------------------- | ---------------------------- | ---------------------------- | ---------------------------- | ---------------------------- | ---------------------------- | ---------------------------- | ---------------------------- | ---------------------------- | ---------------------------- | ---------------------------- | ---------------------------- |
| Positie                      | 126                          | 961                          | 950                          | 950                          | 991                          | 145                          | 124                          | 79                           | 71                           | 87                           | 80                           | 102                          | 50                           | 77                           | 103                          | 144                          |

### NPO Radio 2 Top 2000
| Nummers met noteringen in de NPO Radio 2 Top 2000           | '99 | '00 | '01 | '02 | '03 | '04 | '05 | '06 | '07 | '08 | '09 | '10 | '11 | '12 | '13 | '14 | '15 | '16 | '17 | '18 | '19 | '20 | '21 | '22 | '23 | '24 |
| ----------------------------------------------------------- | --- | --- | --- | --- | --- | --- | --- | --- | --- | --- | --- | --- | --- | --- | --- | --- | --- | --- | --- | --- | --- | --- | --- | --- | --- | --- |
| Laat me (Ramses Shaffy)                                     | 796 | 591 | 579 | 398 | 452 | 310 | 138 | 175 | 264 | 213 | 10  | 48  | 93  | 153 | 134 | 131 | 122 | 126 | 108 | 161 | 93  | 97  | 117 | 147 | 167 | 182 |
| Laat me/Vivre (Alderliefste, Ramses Shaffy & Liesbeth List) | ×   | ×   | ×   | ×   | ×   | ×   | 209 | 189 | 123 | 269 | 99  | 151 | 205 | 213 | 207 | 255 | 304 | 351 | 349 | 470 | 280 | 323 | 328 | 463 | 425 | 269 |

1. ↑  Een '×' betekent dat het nummer nog niet was uitgebracht en een vetgedrukt getal geeft de hoogste notering van een nummer aan.